# Pierrelongue
Pierrelongue là một xã thuộc tỉnh Drôme trong vùng Auvergne-Rhône-Alpes ở đông nam nước Pháp. Xã Pierrelongue nằm ở khu vực có độ cao từ 293-960 mét trên mực nước biển.